# Kokosový olej

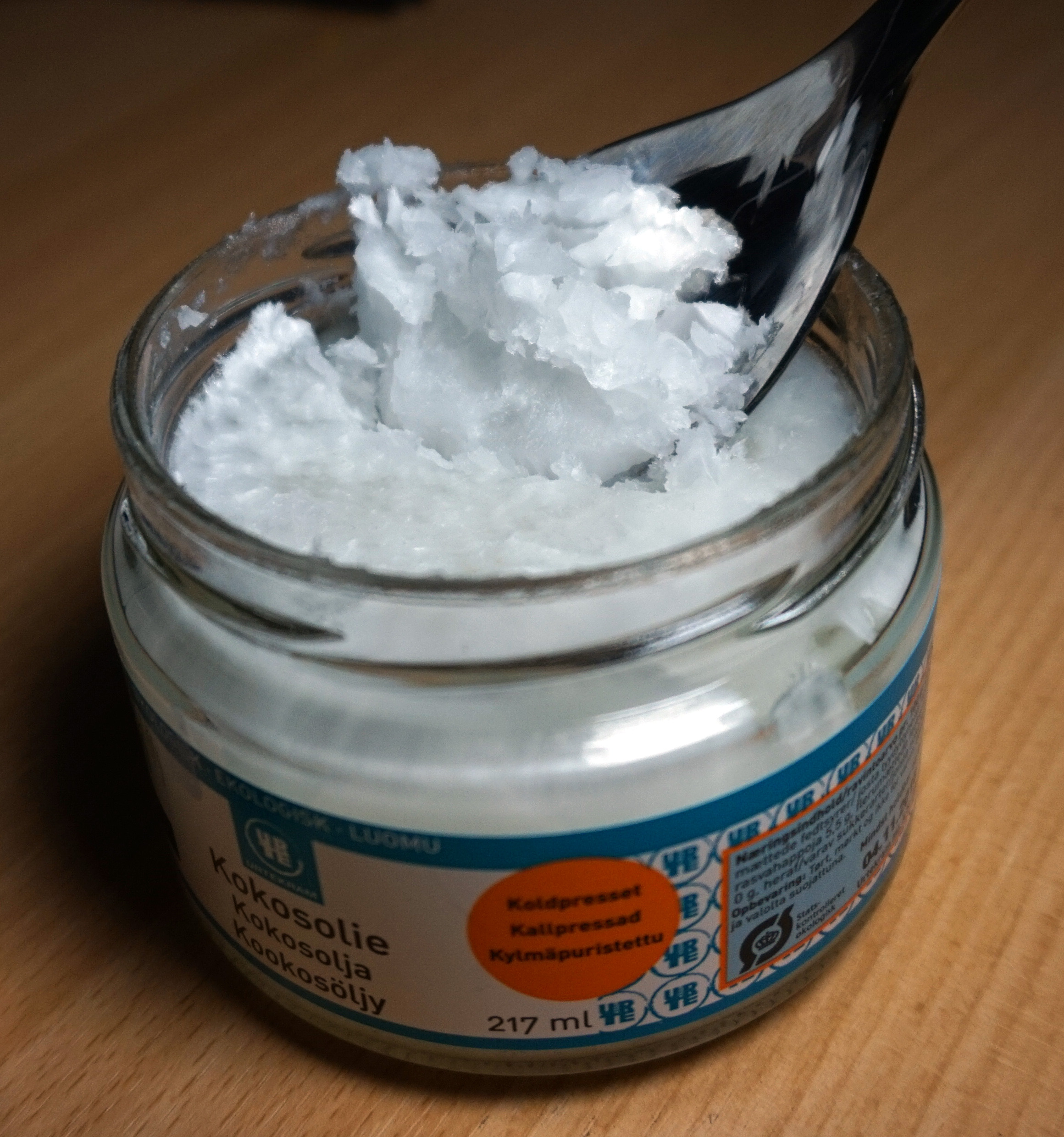
Kokosový tuk

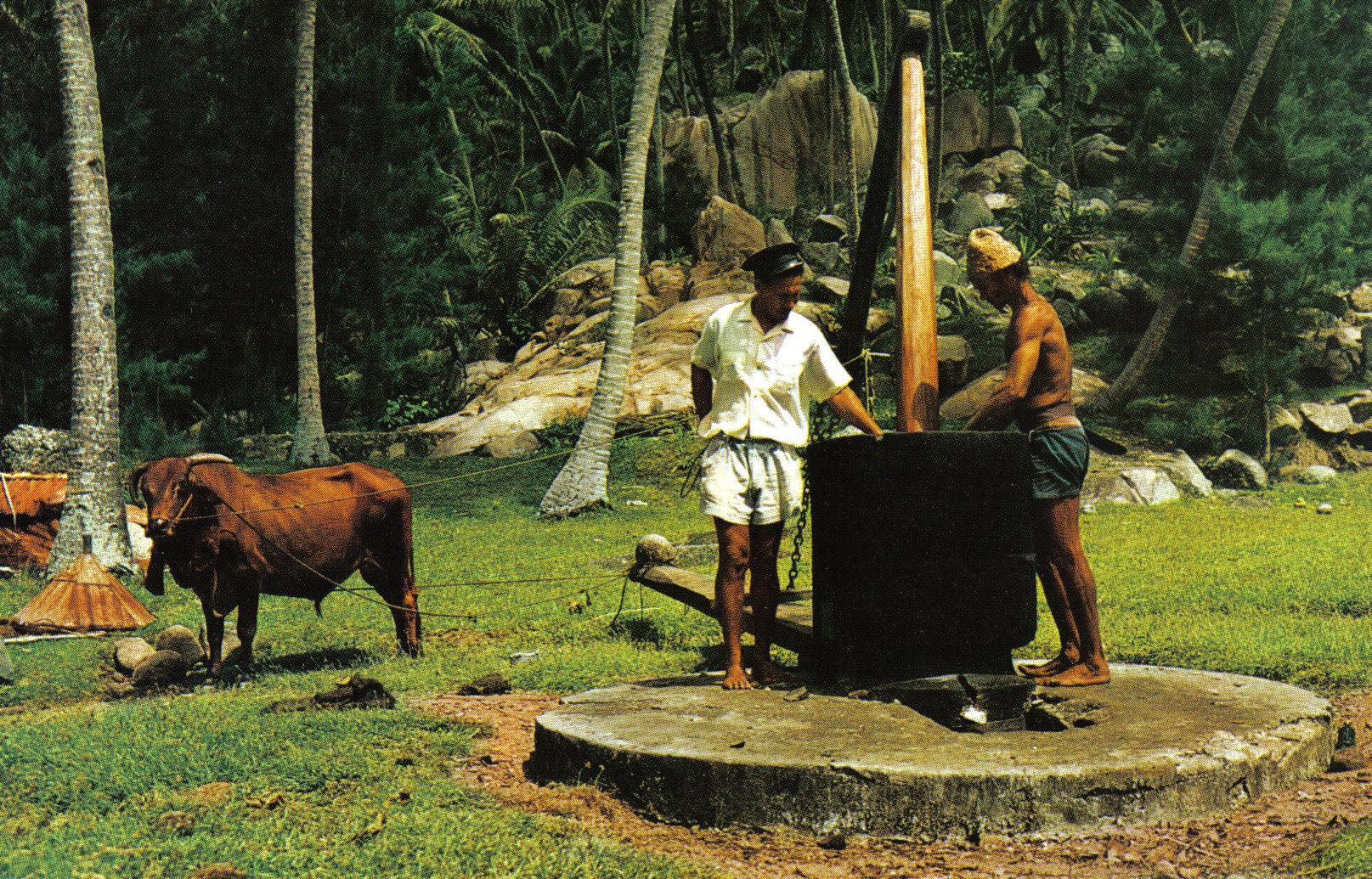
Tradiční způsob výroby kokosového tuku pomocí voly poháněného mlýna na Seychelách

Kokosový tuk je rostlinný olej získávaný z kopry, jader zralých kokosových ořechů sklízených z kokosové palmy s názvem kokosovník ořechoplodý (Cocos nucifera). V tropech je po celé generace hlavním zdrojem tuku ve výživě milionů lidí. Má různé uplatnění v potravinářství, medicíně a průmyslu. Kokosový tuk je velmi termostabilní, proto je vhodný na vaření a smažení. Podle některých zdrojů má kokosový tuk různé příznivé zdravotní účinky, podle dalších studií však může být jeho konzumace ve větším množství škodlivá.

## Využití

### Gastronomie
Kokosový tuk se používá i k přípravě pokrmů. Na kokosovém tuku lze i smažit, jelikož je odolný vůči vysokým teplotám; jeho kouřový bod se pohybuje v rozmezí od 177 (panenský kokosový tuk) do 200 °C. Díky stabilitě (zejména vzhledem k vysokému obsahu nasycených mastných kyselin) oxiduje kokosový tuk jen pomalu, a odolává proto žluknutí, má trvanlivost až dva roky.

### Sportovní výživa
Kokosový olej (upravený kokosový tuk) je používán jako doplněk stravy pro sportovce, protože obsahuje mastné kyseliny se středně dlouhým řetězcem, tzv. MCT tuky; ty jsou vhodnější než ostatní druhy olejů, jelikož se neukládají do tukových zásob a energii uvolňují postupně.[zdroj⁠?!] Podle nejnovějších poznatků však kokosový olej obsahuje pouze 13–15 % MCT.

### Kosmetika
Kokosový olej je bohatý na antioxidanty a mastné kyseliny, které dokážou proniknout hluboko do pokožky. Jeho využití v kosmetice je široké. Lze jej používat na suchou pleť, bolestivé bradavky, opruzeniny, popraskané rty, odličování, vlasy, holení nebo prevenci proti striím.[zdroj?]

## Kritika
Podle některých zdrojů jsou v kokosovém tuku vysoce zastoupeny (někdy až 90–92 %) nasycené mastné kyseliny (např. kyseliny laurové, myristové a palmitové). Pokud se do krevního oběhu dostávají v příliš velké míře, zvyšují hladinu tzv. „špatného cholesterolu“, a tím riziko infarktu myokardu a dalších kardiovaskulárních onemocnění. Proto se doporučuje konzumovat kokosový olej v malém množství.
Kokosovému oleji jsou připisovány různé příznivé zdravotní účinky (snižování hladiny cholesterolu a rizika srdečních chorob, podpora imunity a funkce štítné žlázy, prevence aterosklerózy), které však nebyly vědecky dokázány.